# Boiron de Morges
O Boiron de Morges é um rio no cantão de Vaud, na Suíça.